# Ulama

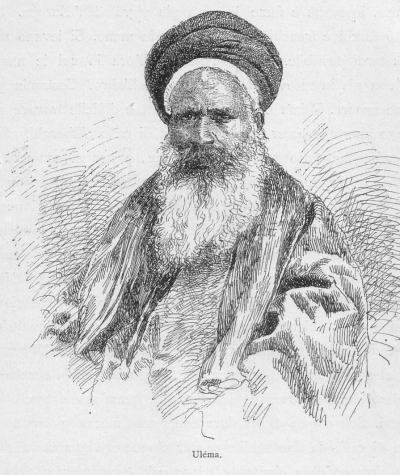
En osmansk lärd (‘ālim)

‘Ulamā’ (sing. ‘ālim) (arabiska: علماء), "de som besitter kunskap", är en beteckning på religiöst lärda inom islam.
Ulama växte fram som en grupp under den religiösa blomstringstiden 750-950. Ulama är inte någon enhetlig grupp och de tillhör inte någon särskild social klass utan ulama har auktoritet att tolka islam. Ulama är män som har kunskap (ʿilm) om Koranen och den religiösa lagen sharia.
Deras kulturella roll är att garantera samhällsordningen för umma, det islamiska samfundet. Lagen är därmed avgörande både i teorin och i praktiken. Ulama reglerar frågor som rör egendomsförhållanden men framför allt familjelivet som betraktas som kärnan för islamiska enhet och den vardagliga praktiken
Ulama får däremot inte sin legitimitet av staten utan har en ideologisk och symbolisk bas som skiljer sig från statens roll, medan de i vissa fall är beroende av den politiska dominanta gruppen i landet. I Nordafrika har ulama fortfarande en betydelsefull roll för det sociala och kulturella livet medan till exempel Turkiet har exkluderat dem från att ha en effektiv och betydande roll i samhället.
Under 1900-talet genomdrevs åtskilliga reformer, främst inom utbildningsområdet och rättssystemet som moderniserades, vilket innebar att ämbetsmän och tjänstemän med västerländsk utbildning övertog ulamas uppgifter. Vissa ulama betraktade förändringarna som oislamiskt och menade att Västerlandet tvingade innovationer på muslimska samhällen och att de manipulerade islam genom den påtvingade politiska makten. Dock godtog somliga ulama reformerna men protester framfördes ännu under 1970-talet.